# روال أموندسن
روال انجلبركت كرافننك أموندسن (16 يوليو 1872 – 18 يونيو 1928) مستكشف وبحار نرويجي يعتبر أحد أهم شخصيات عصر البطولات لاستكشاف القطب الجنوبي، قام برحلات لاستكشاف المنطقتين القطبيتين الشمالية والجنوبية وكان أول شخص يصل إلى القطبين. وقاد أول بعثة قطبية جنوبية ليصل القطب الجنوبي بين عام 1910 و1912. قاد الرحلة الأولى التي ثبت أنها وصلت إلى القطب الشمالي في عام 1926 وعُرِف بأنه أول شخص يعبر المعبر الشمالي الغربي. .اختفى روال أموندسن مع أفراد الطاقم الخمسة في 18 يونيو 1928 أثناء مشاركته في مهمة إنقاذ المنطاد المسمى (إيطاليا).

## النشأة

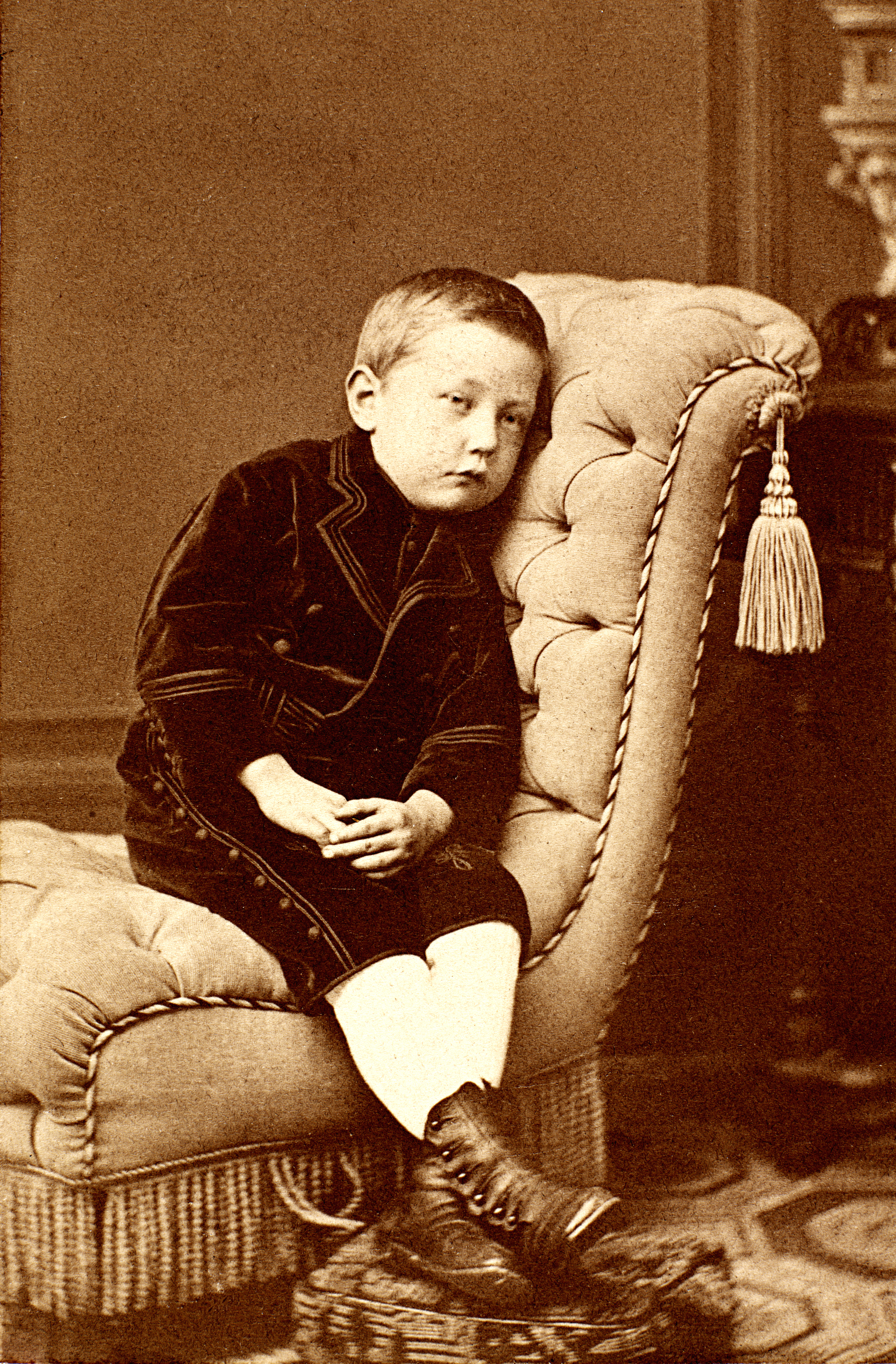
رولد أموندسن وهو صبي صغير من عام 1875

ولد روال أموندسن في مدينة بورغ الواقعة بين مدينتي فريدريكستاد وساربسبورغ في النرويج لعائلة كان أفرادها قباطنة (جمع قبطان) ويملكون السفن. والداه هما جينس أموندسن وهانا سحلقفيست. كان روال الابن الرابع في الأسرة، وقد أرادت له والدته أن يتجنب العمل في التجارة البحرية التي كانت تقوم بها عائلته وشجعته على أن يصبح طبيباً، وهو الوعد الذي ظل روال أموندسن ملتزما به حتى توفيت والدته عندما كان عمره 21 عامًا بعدها ترك الجامعة على الفور للعمل في البحر.
عندما كان في الخامسة عشرة من عمره، كان أموندسن شديد الإعجاب بقراءة روايات السير جون فرانكلين التي كان يتحدث فيها عن حملاته البرية في القطب الشمالي. كتب روال أموندسن «قرأت الروايات بإعجاب شديد وهذا الذي غير شكل مجرى حياتي كله».

## البعثة القطبية

### البعثة البلجيكية للقارة القطبية الجنوبية (1897-1899)
انضم أموندسن إلى البعثة البلجيكية لاستكشاف القارة القطبية الجنوبية (أنتاركتيكا) كمساعد قبطان أول. أصبحت هذه البعثة الاستكشافية بقيادة أدريان دي جيرلاش باستخدام السفينة «بلجيكا» (RV Belgica) أول رحلة استكشافية تمضي فصل الشتاء كاملا في القارة القطبية الجنوبية. علقت السفينة «بلجيكا» (بشكل متعمد أو غير مقصود) في البحر الجليدي جنوب جزيرة ألكسندر غرب شبه جزيرة أنتاركتيكا، صمد الطاقم في هذا المناخ القاسي الذي لم يكونوا مستعدين له بشكل جيد.
قام طبيب البعثة الأمريكية فريدريك كوك بإنقاذ الطاقم من مرض الاسقربوط من خلال صيد الحيوانات وإطعام الطاقم اللحوم الطازجة. وبسبب نقص كمية ثمار الحمضيات التي يحملها الطاقم والتي تحتوي على فيتامين سي، كانت اللحوم الطازجة من الحيوانات التي كان يتم صيدها تحتوي على كمية من فيتامين C كافية للوقاية من داء الاسقربوط، بل وعلاجه جزئيًا. كان هذا درسًا مهمًا لبعثات أموندسن المستقبلية.

### عبور الممر الشمالي الغربي (1903–1906)
في 16 يونيو 1903 - روال أموندسن يبدأ بعثته الأولى إلى المنطقة القطبية الشمالية من اوسلو، وكانت أول ملاحة شرق-غرب في الممر الشمالي الغربي. اشترى سفينة «أيوا» المستهلكة وأجرى عليها تصليحات وجربها في عدة رحلات بحرية ثم توجه بها مع ستة بحارة من النرويج إلى الدائرة القطبية الشمالية. داهم الشتاء البعثة وهي في الطريق. فاضطرت ان تنتظر عامين حتى يتخلص الخليج الذي توقفت فيه السفينة من الجليد. إلا أنها سرعان ما التقت بعد ذلك بسفينة أمريكية، فكان ذلك مؤشرا على أن بعثة أموندسن هي أول من عبر المحيط المتجمد الشمالي.

## الاختفاء والوفاة
اختفى روال أموندسن في 18 يونيو 1928 أثناء الطيران في مهمة إنقاذ في القطب الشمالي عندما كان يبحث مع فريقه الذي يضم الطيار النرويجي ليف ديتريشون والطيار الفرنسي رينيه جيلبو وثلاثة فرنسيين عن أعضاء مفقودين من طاقم نوبيل، وهو الطاقم الذي كان يستقل المنطاد المسمى «إيطاليا» وتحطم أثناء رحلة العودة من القطب الشمالي.
في وقت لاحق، تم العثور على أجزاء من جناح عائم وخزان للوقود بالقرب من ساحل ترومسو شمال النرويج. يعتقد أن الطائرة تحطمت أثناء تحليقها خلال الضباب في بحر بارنتس، وأن روال أموندسن وزملائه قتلوا في الحادث أو ماتوا بعد ذلك بوقت قصير. تم إيقاف البحث عن روال أموندسن وزملائه في سبتمبر 1928 من قبل الحكومة النرويجية، ولم يتم العثور على الجثث مطلقًا.
في عام 2004 وأيضا في أواخر أغسطس 2009، استخدمت البحرية الملكية النرويجية الغواصة غير المأهولة (Hugin 1000) للبحث عن حطام طائرة روال أموندسن. ركزت عمليات البحث على مساحة 40 ميل مربع (100 كيلومتر مربع) في قاع البحر، وتم تصوير رحلة البحث من قبل شركة الإنتاج الألمانية (ContextTV) ولكنهم لم يعثروا على أي أثر من رحلة أموندسن، حتى القارب الطائر الفرنسي المسمى (Latham 47) والذي كان يستقله روال أموندسن ورفاقه لم يتم العثور عليه ابدا.

## ذكراه
عدد من الأماكن المسماة على اسمه:
- سميت محطة أمندسن سكوت على اسمه وعلى اسم خصمه ومنافسه.
- بحر أموندسن، قبالة سواحل القارة القطبية الجنوبية.
- جليد أموندسن، في القارة القطبية الجنوبية.
- خليج أموندسن، في القارة القطبية الجنوبية.
- جبل أموندسن، في القارة القطبية الجنوبية.
- خليج أموندسن، في المحيط المتجمد الشمالي، قبالة سواحل الأقاليم الشمالية الغربية في كندا (تفصل جزيرة بانكس والأجزاء الغربية من جزيرة فيكتوريا عن البر الرئيسي).
- فوهة صدمية كبيرة تغطي القطب الجنوبي للقمر سميت أموندسن.

## مقالات ذات صلة
- بعثة أمندسن
- البعثة البلجيكية للقارة القطبية الجنوبية

## الهامش
1. 1 2 3 4 5  Paul de Roux (1994). Nouveau Dictionnaire des œuvres de tous les temps et tous les pays (بالفرنسية) (2nd ed.). Éditions Robert Laffont. Vol. 1. p. 83. ISBN:978-2-221-06888-5. OL:853541M. QID:Q28924058.
2. 1 2  Norsk biografisk leksikon | Roald Engelbregt Gravning Amundsen (بالنرويجية البوكمول والنرويجية النينوشك), Kunnskapsforlaget, ISSN:2464-1502, QID:Q1563206
3. ↑  Brockhaus Enzyklopädie | Roald Amundsen (بالألمانية), OL:19088695W, QID:Q237227
4. ↑  Gran Enciclopèdia Catalana | Roald Amundsen (بالكتالونية), Grup Enciclopèdia, QID:Q2664168
5. 1 2  Proleksis enciklopedija | Roald Amundsen (بالكرواتية), QID:Q3407324
6. 1 2 3  Store norske leksikon (بالنرويجية البوكمول والنرويجية النينوشك), ISSN:2464-1480, QID:Q746368
7. ↑   https://www.digitalarkivet.no/census/person/pf01053257046634. {{استشهاد ويب}}: |url= بحاجة لعنوان (مساعدة) والوسيط |title= غير موجود أو فارغ (من ويكي بيانات) (مساعدة)
8. ↑  Norsk biografisk leksikon (بالنرويجية البوكمول والنرويجية النينوشك), Kunnskapsforlaget, ISSN:2464-1502, QID:Q1563206
9. ↑   http://www.nytimes.com/2014/11/06/fashion/watches-travel-exploration.html. {{استشهاد ويب}}: |url= بحاجة لعنوان (مساعدة) والوسيط |title= غير موجود أو فارغ (من ويكي بيانات) (مساعدة)
10. ↑   http://www.bbc.co.uk/news/mobile/magazine-16963280. {{استشهاد ويب}}: |url= بحاجة لعنوان (مساعدة) والوسيط |title= غير موجود أو فارغ (من ويكي بيانات) (مساعدة)
11. ↑  Royal Geographical Society (2022), Gold Medal Recipients (بالإنجليزية), Royal Geographical Society, QID:Q61782217, Archived from the original on 2019-02-21
12. ↑  K.k. Hof- und Staatsdruckerei, ed. (1918), Hof- und Staatshandbuch des österreichischen Kaiserthumes (بالألمانية), p. 264, ISSN:1018-8355, QID:Q101244572
13. ↑  Norges statskalender (بالنرويجية), 1910, pp. 907–908, QID:Q65528736
14. ↑  "Roald Amundsen and the 1925 North Pole Expedition". Historynet.com. مؤرشف من الأصل في 2019-05-16. اطلع عليه بتاريخ 2010-03-11.
15. ↑  "Roald Amundsen". Pbs.org. مؤرشف من الأصل في 2016-12-26. اطلع عليه بتاريخ 2010-03-11.
16. ↑  Roald (2009). My Life as an Explorer. Cambridge: Cambridge University Press. ISBN:978-1-107-28665-8. مؤرشف من الأصل في 2020-03-02.

## وصلات خارجية
- روال أموندسن على موسوعة بريتانيكا
- روال أموندسن على موقع IMDb (الإنجليزية)
- روال أموندسن على موقع الموسوعة البريطانية (الإنجليزية)
- روال أموندسن على موقع إن إن دي بي (الإنجليزية)
- روال أموندسن على موقع قاعدة بيانات الفيلم (الإنجليزية)
- روال أموندسن على موقع فايند أغريف